# Макдугл, Кристофер
Кристофер Макдугл (англ. Christopher McDougall; род. 24 января 1962) — американский писатель и журналист. Он широко известен по своему бестселлеру 2009 года Рождённый бежать.
Писал статьи для журналов Esquire, The New York Times Magazine, Outside, Men's Journal, New York Magazine, а также был пишущим редактором журнала Men's Health.

## Биография
Макдугл живет в деревне Пич Боттом, Пенсильвания, расположенной в районе округа Фултон.

## Рождённый бежать
В 2009 году вышла книга Макдугла Рождённый бежать, в которой он рассказывает о жизни индейцев отшельнического племени тараумара, обитающих в Медном Каньоне мексиканского штата Чиуауа. После того, как автор сам получил много беговых травм, он приходит в восторг от способностей тараумара с невероятной скоростью бегать сверхдлинные дистанции (свыше 100 миль). При этом они никогда не травмируются, как это происходит с типичными американскими бегунами. Книга обратила на себя внимание в спортивном мире, так как Макдугл описывает, как ему удалось избежать травм, копируя свой бег с тараумара. Он также заявляет, что современные беговые кроссовки с амортизацией являются главной причиной получения травм, апеллируя тем фактом, что бегуны тараумара носят сандалии с тонкой подошвой, и указывая на резкий скачок беговых травм, который совпадает с моментом появления современной обуви в 1972.

## «Герои с рождения»
В своей книге Герои с рождения (англ. Natural Born Heroes) 2015 года Макдугл исследует различные аспекты героев и физического фитнеса, описывая похищение немецкого генерала Генриха Крайпе во время Второй мировой войны, паркур и различные другие бросающие вызов ситуации.

## Произведения
- Girl Trouble: The True Saga of Superstar Gloria Trevi and the Secret Teenage Sex Cult That Stunned the World (2004)
- Рождённый бежать (2009)
- Natural Born Heroes: How a Daring Band of Misfits Mastered the Lost Secrets of Strength and Endurance (2015)